# Geoffrey Holder
Pour les articles homonymes, voir Holder.
Geoffrey Holder est un acteur, chorégraphe, metteur en scène, danseur, peintre, costumier et chanteur trinidadien, né le 1er août 1930 à Port-d'Espagne et mort le 5 octobre 2014 à Manhattan.

## Biographie

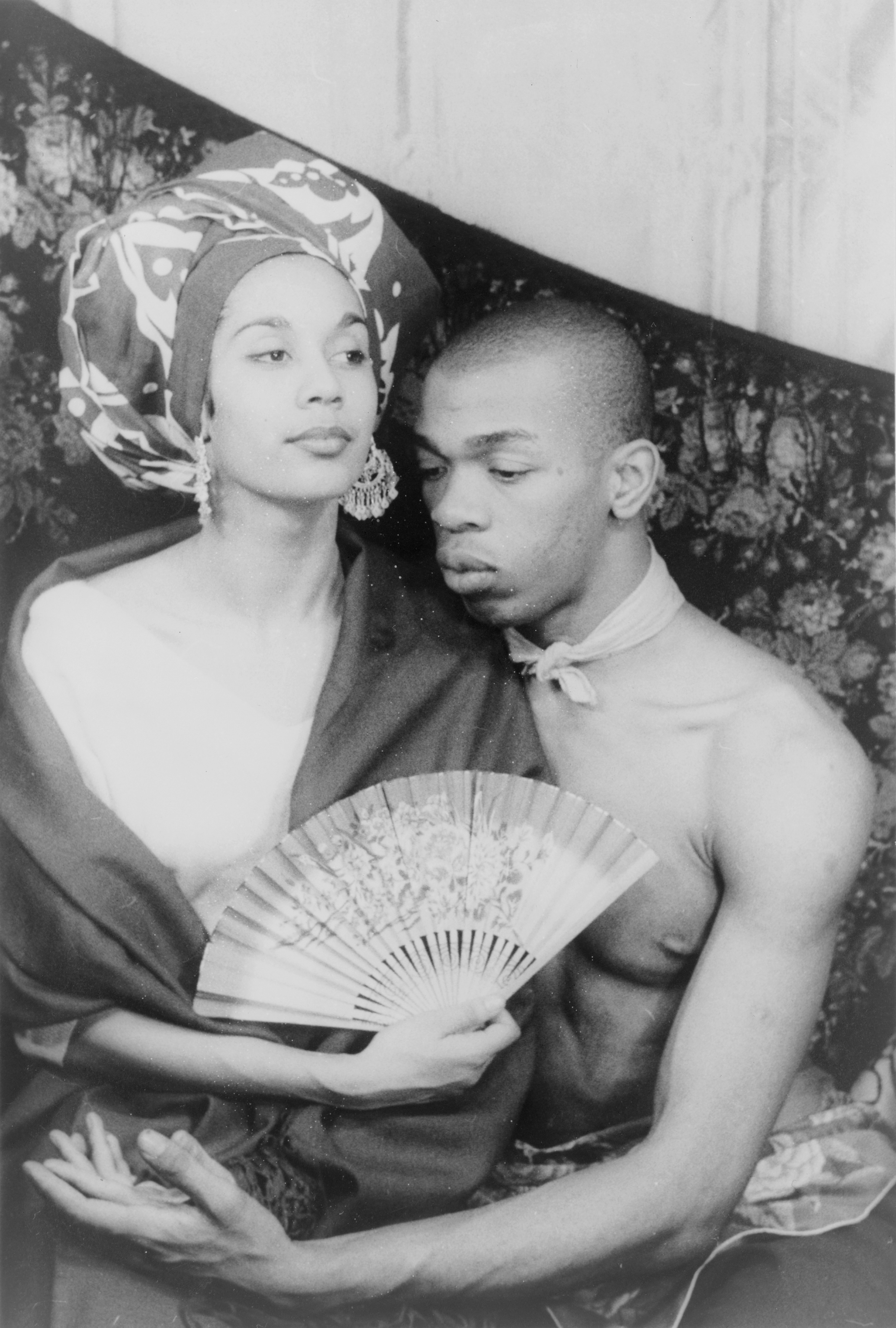
Geoffrey Holder en 1955 avec son épouse, Carmen De Lavallade.

Geoffrey Lamont Holder naît le 1er août 1930 à Port-d'Espagne
Ses parents l'ont encouragé à utiliser ses talents artistiques dès son plus jeune âge. Il expose pour la première fois en 1945 des peintures qu'il a faites.
En 1953, il monte une troupe à New York, qui fera rapidement référence.
Il a joué dans de nombreux films, dont Vivre et laisser mourir.
Il meurt le 5 octobre 2014 à Manhattan, d'une infection pulmonaire.

## Filmographie

### Cinéma
- 1967 : L'Extravagant docteur Dolittle de Richard Fleischer : William Shakespeare X
- 1973 : Vivre et laisser mourir de Guy Hamilton : Baron Samedi
- 1976 : Le Pirate des Caraïbes de James Goldstone : Cudjo
- 1982 : Annie de John Huston : Punjab
- 1992 : Boomerang de Reginald Hudlin : Nelson
- 1997 : Hasards ou Coïncidences de Claude Lelouch : le propriétaire du Soutine's Bar
- 2005 : Charlie et la Chocolaterie de Tim Burton : le narrateur (voix)

### Télévision
- 1967 : Androcles and the Lion (en) (téléfilm) de Joe Layton : Lion
- 1973 : L'Homme qui n'avait pas de patrie (en) (The Man Without a Country) (téléfilm) de Delbert Mann : esclave sur le bateau
- 1997-2006 : Tibère et la maison bleue (série d'animation) : Ray the Sun (voix)